# Hilário Jovino Ferreira
Hilário Jovino Ferreira, o Lalau de Ouro (Bahia, 21 de outubro de 1855 – Rio de Janeiro, 1 de março de 1933), foi um compositor, letrista e agitador cultural brasileiro, pioneiro do samba e primeiro carnavalesco.
Presente em várias manifestações de cultura popular da cidade do Rio de Janeiro, Hilário Jovino Ferreira foi o criador do primeiro rancho de carnaval, o "Rei de Ouros", responsável por apresentar novidades como o enredo, o uso de instrumentos de cordas e de sopro e personagens como o casal de mestre-sala e porta-bandeira.

## Biografia
Filho de escravos libertos, Hilário Jovino Ferreira nasceu em 1855. Fontes fiáveis divergem quanto ao local e ao ano de seu nascimento: é apontado como natural da Bahia ou do Pernambuco, e como nascido em 1855 ou em 1873. Embora sua naturalidade seja contestada por alguns, fato inconteste foi que cresceu na Bahia, onde aprendeu música e a cultura afro-descendente e viria a tornar-se aprendiz de estaleiro, sendo transferido para o Rio de Janeiro em 17 de junho de 1872, e ali se identificava como sendo baiano e um dos migrantes responsáveis por levar o samba à então capital do país. Foi então morar no Morro da Conceição, onde encontrou um rancho chamado "Dois de Ouros" que saía no Dia de Reis. Hilário passou a integrar este rancho, mas logo fundou o seu, o "Rei de Ouros", que foi o primeiro a sair no Carnaval. Este fato mudou o carnaval carioca, dando origem a uma "febre" de ranchos carnavalescos.
Hilário foi fundador de outros ranchos, como "Rosa Branca", "Botão de Rosa", "As Jardineiras", "Filhas da Jardineira", "Ameno Resedá", "Reino das Magnólias", "Riso Leal", e também blocos, como "Paredes têm ouvidos" e "Macaco é outro". Hilário era, contudo, adepto da malandragem, e chegou a passar um dia na cadeia por ameaça — ao senhorio que lhe cobrara o aluguel atrasado — e lesão corporal — pelos golpes de capoeira desferidos contra o policial que o perseguiu.
Frequentador da casa de Tia Ciata, envolveu-se na polêmica da autoria do samba Pelo Telefone. A música não seria de Donga, mas uma criação feita de forma coletiva na casa da célebre mãe de santo e quituteira. Hilário seria um dos autores da canção.
Foi pai de Saturnino, um famoso malandro que atuava na Praça Onze. Era tio de Heitor dos Prazeres.

## Depoimento sobre a criação dos "ranchos"
Numa entrevista de 1930 (domínio público), o então Tenente Hilário narrou o surgimento dos ranchos no carnaval do Rio de Janeiro: “Em 6 de janeiro de 1893, estava eu no botequim do ‘Paraíso’, na rua Larga de São Joaquim (hoje Marechal Floriano Peixoto), entre as ruas da Imperatriz e Regente, em companhia de vários baianos que costumeiramente ali se reuniam, quando lembrei-me da festa dos Três Reis Magos que na Bahia se comemorava naquele dia. Estavam presentes o Luiz de França, o Avelino Pedro de Alcântara, o João Câncio Vieira da Silva, e eu propus então a fundação de um rancho. Passando a ideia em julgado, ali mesmo eu dei o nome de “Rei de Ouro”! Na mesma hora, no armarinho de um turco fronteiro ao botequim, comprei meio metro de pano verde e meio metro de pano amarelo e fiz um estandarte no estilo da Bahia, para os ensaios. Ninguém mais descansou. O pessoal saiu avisando que à noite havia ‘um chá... dançante’ em minha casa” (...) “à hora aprazada, entre outros, lá estavam: Cleto Ribeiro, a Gracinda, que ainda hoje vende doces na Gruta Baiana, ao lado do frontão, e a Noelia, que eram duas baianas influentes. Às tantas da noite reuni o pessoal e disse qual o fim daquela brincadeira e então ficou definitivamente fundado o rancho, o primeiro rancho carioca, se bem que já existisse o ‘Dois de Ouros’, mas sem organização própria.” (...) “...o Rei de Ouro – Vagalume, quando se apresentou com perfeita organização de rancho, foi um sucesso! Nunca se tinha visto aquilo, aqui no Rio: porta-bandeira, porta-machado, batedores, etc.” (...) “Estas coisas eu costumo plantar e desde que pega de galho, eu solto nas mãos dos outros e vou fundar qualquer novidade (...) Assim é que, no terceiro ano, fundei a ‘Rosa Branca’ (...) Logo no ano seguinte fundei o ‘Botão de Rosa’...”

## Doença e morte
Em janeiro de 1933, Hilário deixou de participar dos bailes carnavalescos, inclusive da entidade que presidia, por “se achar enfermo”. O jornal “Diário Carioca” voltou a publicar notícia sobre sua doença, no dia 28 de janeiro: “A nota triste da temporada que antecede aos dias da loucura, foi a da enfermidade que desde alguns dias prende ao leito a figura veneranda do velho carnavalesco Hilário Jovino Ferreira...”
Finalmente, no dia 2 de março o Diário Carioca publicou: “Faleceu, à primeira hora de ontem, quinze minutos após a despedida de Momo, este monarca sem pretensões nobilíssimas a quem ele serviu desde os dias da sua mocidade, o querido e veterano carnavalesco Hilário Jovino Ferreira” e, ainda: “Baiano, filho daquele pedaço do Brasil onde a nossa festa popular teve início com os ‘cordões’, os ‘ternos’, os ‘ranchos’, vindo para o Rio trouxe consigo o estilo do carnaval característico da sua terra natal”, completando: “seu enterramento realizou-se às 17 horas da tarde, tendo a acompanhá-lo um grande número de amigos e carnavalescos”. Foi sepultado no Cemitério de São Francisco Xavier.